# Luigi Cappello
Luigi Cappello (Enego, 1924 – Enego, 2 aprile 1945) è stato un partigiano e antifascista italiano, medaglia d'oro al valor militare.

## Biografia
Partecipò giovanissimo alla guerra di Liberazione come partigiano combattente. Arruolato nella formazione "Della Costa" della Divisione Fiamme Verdi "Sette Comuni", operante sull'altipiano di Asiago e sui monti del Vicentino, si distinse in varie azioni. Il giorno di Pasqua del 1945 si trova nella sua casa a Enego quando viene circondato dai nazifascisti. Cappello, esaurite le munizioni, piuttosto che cadere nelle loro mani preferì suicidarsi con una bomba.
A Luigi Cappello sono state intitolate strade nel suo paese natale Enego e ad Agordo, dove gli è stato anche dedicato un asilo.

## Riconoscimenti
I comuni veneti di Enego ed Agordo hanno dedicato al suo nome una via cittadina.